# عمارة الهند
عمارة الهند مُتجذرة في تاريخها وثقافتها ودينها. من بين عدد من الأنماط والتقاليد المعمارية، يعد الأسلوبان المتناقضان لعمارة المعابد الهندوسية والعمارة الهندية الإسلامية أفضل الأساليب التاريخية المعروفة. كلاهما، وخاصة الأول، يملكان عدد من الأساليب الإقليمية داخلها. من الأمثلة المبكرة على تخطيط المدن هو عمارة هارابان لحضارة وادي السند. عاش الناس في مدن فيها منازل من الطوب المخبوز، وشوارع في تخطيط شبكي، وأنظمة تصريف متقنة، وأنظمة إمدادات المياه، ومخازن الحبوب، وقلاع، ومجموعات من المباني الكبيرة غير السكنية. كانت الكثير من العمارة الهندية المبكرة الأخرى من الخشب، لكنها لم تنجو.
تنقسم عمارة المعابد الهندوسية بشكل رئيسي إلى نمطي درافيديان وناغارا. ازدهرت عمارة الدرافيديان خلال حكم إمبراطوريات تشولا، وتشيرا، وبانديائيون، وإمبراطورية فيجاياناغارا كذلك.
أول مملكة إسلامية رئيسية في الهند كانت سلطنة دلهي، ما أدى إلى تطور العمارة الهندية الإسلامية، التي تجمع بين السمات الهندية والإسلامية. يعتبر حكم الإمبراطورية المغولية، عندما تطورت العمارة المغولية، ذروة العمارة الهندية الإسلامية، مع كون تاج محل أهم نقطة لمساهمتها. أثرت العمارة الهندية الإسلامية على أساليب راجبوت والسيخ أيضًا.
خلال الفترة الاستعمارية البريطانية، أصبحت الأساليب الأوروبية بما في ذلك الكلاسيكية الجديدة، والقوطية الجديدة، والباروك سائدة في جميع أنحاء الهند. أدى اندماج الأنماط الهندية الإسلامية والأوروبية إلى أسلوب جديد، يُعرف بأسلوب العمارة الهندية-الساراكينوسية. بعد الاستقلال، انتشرت الأفكار الحداثية بين المهندسين المعماريين الهنود كوسيلة للتقدم على الثقافة الاستعمارية. أثّر لو كوربوزييه، الذي صمم مدينة شانديغار، على جيل من المهندسين المعماريين نحو الحداثة في القرن العشرين. عززت الإصلاحات الاقتصادية لعام 1991 بشكل أكبر العمارة الحضرية في الهند حيث أصبحت البلاد أكثر اندماجًا مع الاقتصاد العالمي. لا تزال عمارة فاستو شاسترا التقليدية مؤثرة في العمارة الهندية خلال العصر الحالي.

## حضارة وادي السند (2600 قبل الميلاد - 1900 قبل الميلاد)
غطّت حضارة وادي السند مساحة كبيرة حول حوض نهر السند وما بعده في أواخر العصر البرونزي في الهند. أنتجت في مرحلتها الناضجة، من حوالي 2600 إلى 1900 قبل الميلاد، العديد من المدن التي اتسمت بالتوحيد الكبير داخل وبين المواقع، بما في ذلك هارابا ولوتهال وموقع التراث العالمي لليونسكو موهينجو دارو. إن الجوانب المدنية والتخطيطية والهندسية لهذه الحضارة استثنائية، ولكن تصميم المباني «ذو طابع منفعي مذهل». توجد مخازن حبوب، ومصارف، وممرات مائية، وخزانات، ولكن لم يتم تحديد أي قصور أو معابد، على الرغم من أن المدن بها «قلعة» مركزية ومحصنة. لدى موهينجو دارو آبار قد تكون سلفًا للبئر المدرج. تم اكتشاف ما يصل إلى 700 بئر في قسم واحد فقط من المدينة، مما دفع العلماء إلى الاعتقاد بأن «الآبار الأسطوانية المبطنة بالقرميد» اُخترعت من قِبل حضارة وادي السند.
الزخرفة المعمارية قليلة للغاية، على الرغم من وجود «فتحات ضيقة مدببة» داخل بعض المباني. معظم الفن الموجود موجود في أشكال مصغرة مثل الأختام، وبشكل رئيسي في الطين النضيج، ولكن هناك عدد قليل جدًا من التماثيل الأكبر للشخصيات. في معظم المواقع، يتم استخدام الطوب الطيني المحروق (غير المخبوز بالشمس كما هو الحال في بلاد ما بين النهرين) حصريًا كمواد البناء، ولكن استخدم القليل من الحجر مثل دولافيرا. تحتوي معظم المنازل على طابقين، وأحجام ومخططات موحدة للغاية. تراجعت المدن الكبيرة بسرعة نسبية، لأسباب غير معروفة، تاركة وراءها ثقافة قروية أقل تعقيدًا.

## 600 قبل الميلاد - 250 بعد الميلاد
بعد حضارة وادي السند، هناك القليل من آثار عمارة هندية، التي من الأرجح أنها استخدمت الخشب أو الطوب المعاد تدويره، حتى حوالي وقت الإمبراطورية الماورية، من 322 إلى 185 عام قبل الميلاد. من هذه الفترة حتى عدة قرون وما بعدها، أفضل ما تبقى من العمارة الهندية هو العمارة الهندية المقطوعة بالصخور، ومعظمها بوذي، وهناك أيضًا عدد من الصور البوذية التي تقدم معلومات مفيدة جدًا.
بدأ البناء البوذي للمباني الرهبانية قبل وفاة بوذا كما يبدو، ربما حوالي 400 قبل الميلاد. هذا الجيل الأول لا يزال على قيد الحياة في مخططات الطوابق، ولا سيما في جيفاكاراما فيهارا في بهار.
تُعتبر المدن المسورة والمحاطة بالبوابات الكبيرة والمباني متعددة الطوابق، التي تستخدم باستمرار أقواس تشايتا (بالإنجليزية: Chaitya)، من الخشب بلا شك، للأسقف والهياكل العلوية فوق الطوابق الأكثر صلابة، ميزات مهمة للهندسة المعمارية خلال هذه الفترة. تُظهر نقوش سانشي، التي يعود تاريخها إلى القرن الأول قبل الميلاد –بعد الميلاد، مدنًا مثل كوشينجار أو راجير كمدن مسورة رائعة، كما هو الحال في الموكب الملكي الذي يغادر راجاجريا أو الحرب على بقايا بوذا. تم اعتماد وجهات النظر هذه حول المدن الهندية القديمة لفهم العمارة الحضرية الهندية القديمة.

## عمارة جوبتا
لأسباب غير واضحة تمامًا، تُمثل فترة جوبتا في معظمها فجوة في العمارة الهندية المقطوعة بالصخور، مع انتهاء الموجة الأولى من البناء قبل تشكيل الإمبراطورية، وبدأ الموجة الثانية في أواخر القرن الخامس، بعد انتهاءها. هذا هو الحال على سبيل المثال في كهوف أجانتا، مع مجموعة مبكرة صُنعت في 220 بعد الميلاد على أبعد تقدير، ومجموعة أخرى على الأرجح بعد حوالي 460 بعد الميلاد. بدلًا من ذلك، تركت الفترة أول الهياكل الناجية القائمة بذاتها في الهند تقريبًا، أي بدايات عمارة المعابد الهندوسية على وجه الخصوص. قال ميلو بيتش حول هذا: «تحت حكم إمبراطورية جوبتا، سارعت الهند للانضمام إلى بقية العالم في العصور الوسطى في شغف حماية الأشياء الثمينة في أُطر معمارية منمقة»، مع كون «الأشياء الثمينة» أيقونات الآلهة في المقام الأول.
تم إنتاج أشهر الآثار المتبقية بأسلوب جوبتا، وكهوف أجانتا، وإليفانتا، وإلورا (البوذية، الهندوسية، والمختلطة بما في ذلك جاين على التوالي) في الواقع تحت سلالات أخرى في وسط الهند، وبعد فترة جوبتا في حالة كهوف إلورا، ولكنها تعكس في المقام الأول الأثرية والتوازن في أسلوب جوبتا. تحتوي كهوف أجانتا على أهم الرسومات الناجية من هذه الفترة والفترات المحيطة بها بشكل مطلق، مما يدل على شكل ناضج تطور طويلًا، بشكل رئيسي في رسم القصور. في الواقع، سجلت كهوف عديجيري الهندوسية صلات مع هذه السلالة وكاهنيها، ومعبد داشافاتارا في ديوغاره هو معبد رئيسي، وهو أحد أقدم البقايا الناجية مع منحوتات مهمة فيه.

## عمارة المعابد

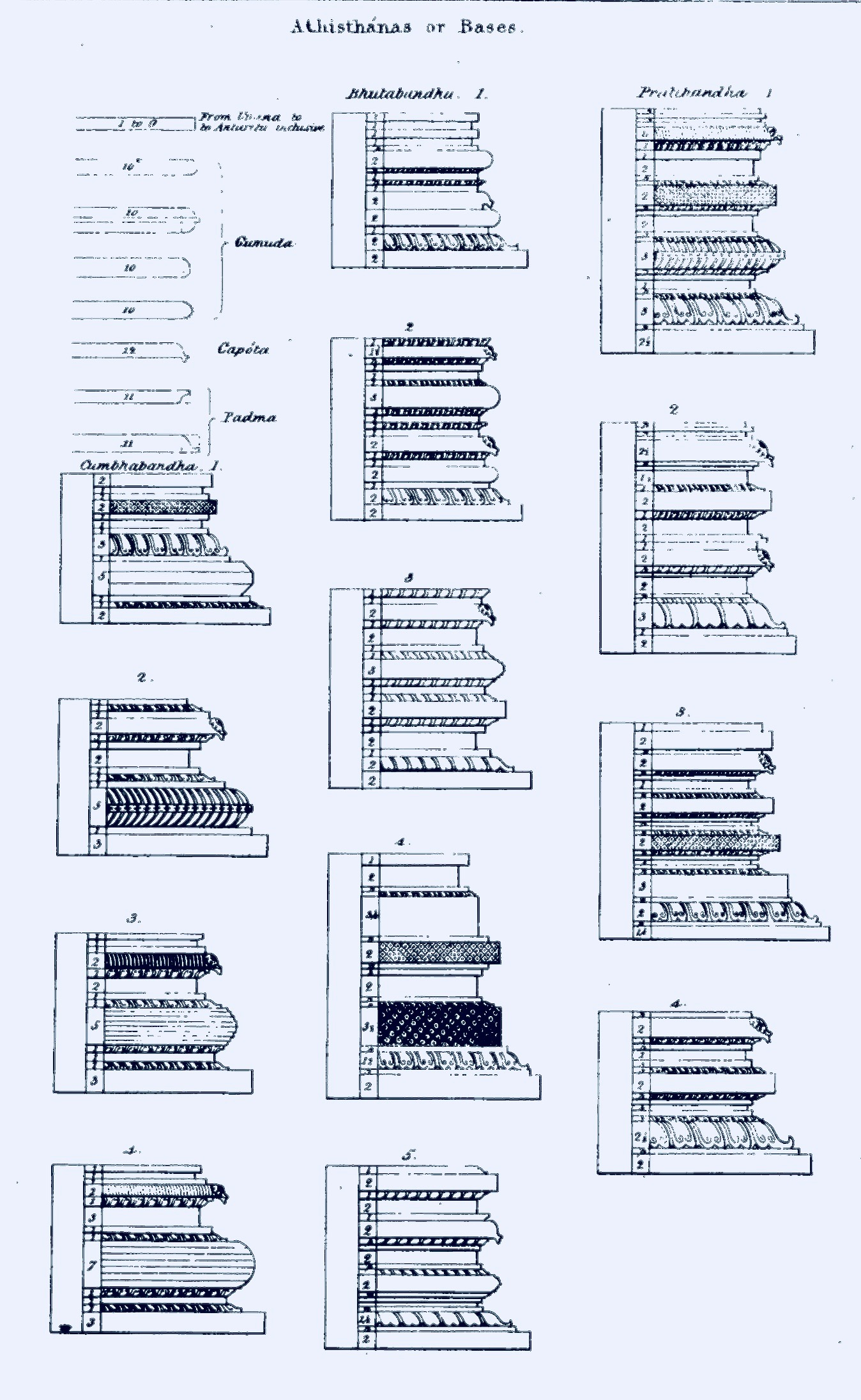
رسم تخطيطي لأثيستانا، العناصر الأساسية في عمارة المعبد الهندوسي

تبقى العناصر الأساسية للمعبد الهندوسي كما هي في جميع الفترات والأنماط. الميزة الأكثر أهمية هي الملجأ الداخلي، غرفة الجربها (بالإنجليزية: garbha griha) أو غرفة الرحم، حيث يتم وضع صورة مورتي أو صورة المعبود في حجرة خالية بسيطة. حول هذه القاعة، توجد غالبًا هياكل ومباني أخرى، تغطي في أغلب الحالات عدة فدادين. من الخارج، يتوج الحرم بواسطة شيخارا (بالإنجليزية: shikhara) تشبه البرج، وتسمى أيضًا فيمانا (بالإنجليزية: Vimana) في الجنوب. قد يشتمل مبنى الضريح على ممشى لـ الباريكراما (بالإنجليزية:parikrama) للطواف، واحدة أو اثنين من قاعات ماندابا (بالإنجليزية: mandapas) أو قاعات التجمع، وأحيانًا غرفة انتظار أنتارالا وشرفة بين الحرم والماندابا. قد يكون هناك المزيد من الأضرحة أو المباني الأخرى، المتصلة أو المنفصلة، في المعابد الكبيرة، جنبًا إلى جنب مع المعابد الصغيرة الأخرى في المجمع. عادة ما يتم إحاطة مجمع المعبد بأكمله بجدار، وغالبًا ما يتم رفع المعبد نفسه، أو في بعض الأحيان المجمع بأكمله على قاعدة (انظر: adhiṣṭhāna). يتم تزيين مناطق كبيرة من الهيكل بالنحت في الغالب، بما في ذلك صور رمزية للآلهة والشخصيات الدينية الأخرى. بعيدًا عن هذه التشابهات البسيطة لكن المهمة، تختلف الأساليب المرئية لأشكال المعبد بشكل كبير ولديها تطور معقد للغاية.